# Moderni petoboj na OI 2016.
Moderni petoboj na OI 2016. u Rio de Janeiru održao se 9. i 10. kolovoza. Natjecanje se održalo u Areni da Juventude (mačevanje), Centru Aquático de Deodoro (plivanje) te Deodoro stadionu (trčanje, jahanje, streljaštvo). Natjecalo se 36 sportaša u 5 različitih sportova: mačevanju, streljaštvu, jahanju, plivanju i trčanju.  U modernom petoboju zbrajaju se rezultati iz svih sportova te se tako dobije konačni plasman. 

## Osvajači odličja
| Kategorija | Zlato                     | Srebro                      | Bronca                   |
| Muškarci   | Aleksander Lesun Rusija   | Pavlo Tymoshchenko Ukrajina | Ismael Hernández Meksiko |
| Žene       | Chloe Esposito Australija | Élodie Clouvel Francuska    | Oktawia Nowacka Poljska  |